# Alois Wünsche-Mitterecker
Alois Wünsche-Mitterecker (* 28. November 1903 in Gleisdorf; † 13. Dezember 1975 in Eichstätt) war ein österreichischer Maler und Bildhauer.

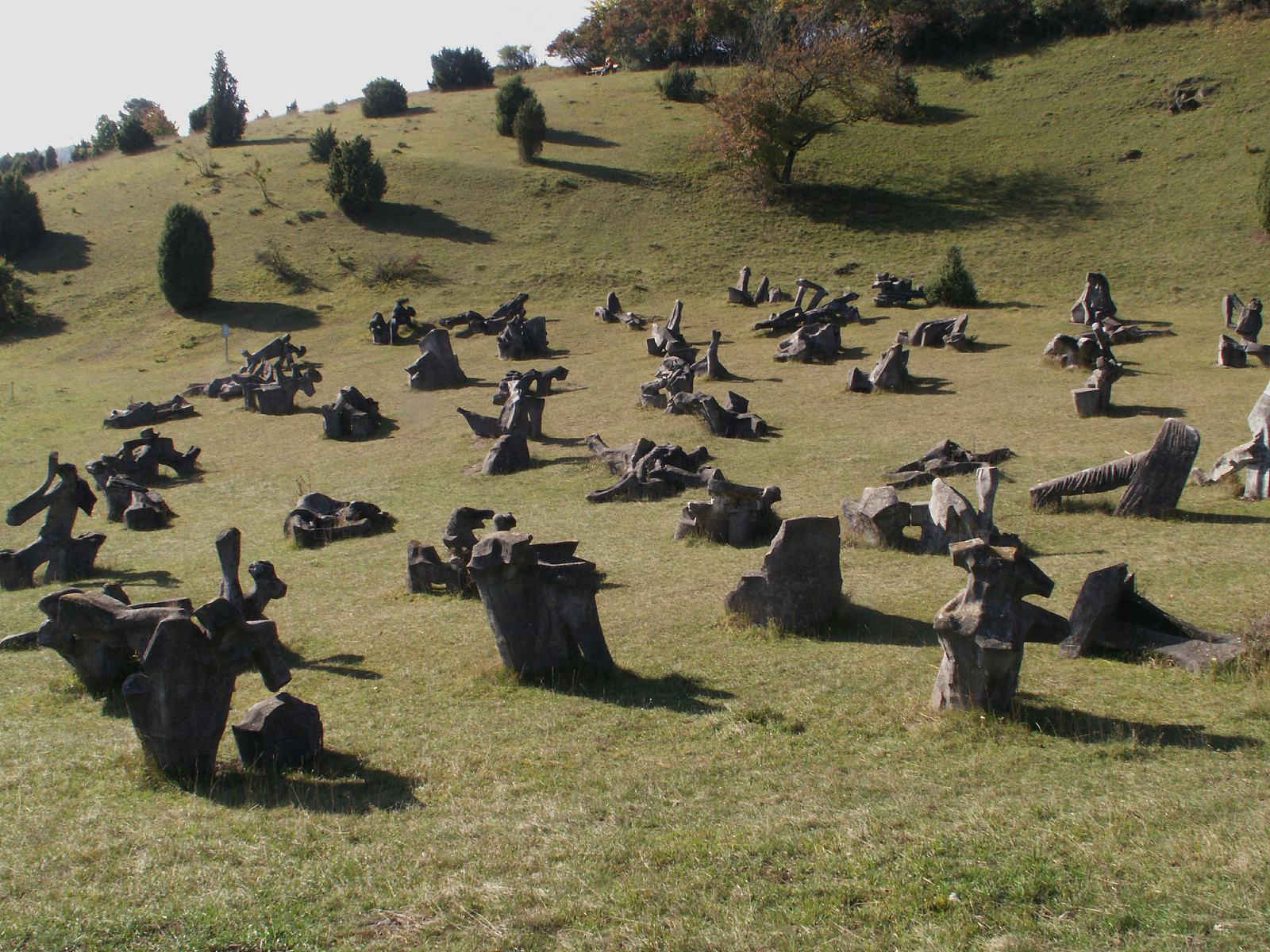
Figurenfeld, Eichstätt

## Werdegang
Alois Mitterecker wuchs bei seinem Adoptivvater namens Wünsche in Salzburg auf. Den Doppelnamen Wünsche-Mitterecker führte er ab Mitte der 1930er-Jahre. Alois Wünsche-Mitterecker studierte unter anderem bei Gebhard Fugel an der Akademie der Bildenden Künste München. Nach dem Studium in München und Wien betätigte er sich zuerst im Bereich der Freskenmalerei. Er gestaltete mehrere Kirchen im Raum Salzburg und assistierte 1929 Gebhard Fugel bei der Gestaltung der Wandmalereien in der Kirche St. Elisabeth in Berlin-Schöneberg.
Alois Wünsche-Mitterecker war bereits 1933 Mitglied der Sturmabteilung (SA). 1936 wurde ihm der Albrecht-Dürer-Preis verliehen. Seine freizügige Bildersprache stieß bei den Nationalsozialisten auf Ablehnung. So wurden 1938 in Itzling Fresken von ihm aus den 1920er-Jahren abgeschlagen. Bei Kriegsbeginn wurde er zunächst in die Wehrmacht eingezogen. Er war dann als Pressezeichner tätig, zuerst in Frankreich und dann im 5. Kriegsberichter-Zug bei der SS-Division Wiking im Osten. Wünsche-Mitterecker gelangte bis nach Narva in Estland. Er geriet dann in Kriegsgefangenschaft, aus der er Weihnachten 1947 entlassen wurde.
Für den Neubau des Würzburger Hauptbahnhofs schuf er an der Nordwand in der großen Empfangshalle ein auf Steinplatten angebrachtes Mosaik, welches das Schnittbild einer Dampflokomotive in Originalgröße zeigte. Das Mosaik wurde bereits 1958 wieder entfernt und stattdessen 1973 im Nürnberger Verkehrsmuseum eingebaut.
Nach dem Krieg betätigte sich Alois Mitterecker vorwiegend im Bereich der Skulptur. Er gestaltete das heute unter Denkmalschutz stehende Figurenfeld in Eichstätt. 
Alois Wünsche-Mitterecker ist der Vater des Archäologen Raimund Wünsche.

## Werke
- Mitte der 1920er: Fresken, Salzburg-Itzling (1938 abgeschlagen mit Hinweis auf die „psychische Unausgeglichenheit“ des Künstlers)
- 1958–1975: Mahnmal Figurenfeld, Eichstätt (Hauptwerk, unvollendet)
- 1954: Monumentales Wandbild für die Schalterhalle des Empfangsgebäudes des Neubaus des Würzburger Hauptbahnhofs[Anm. 1]
- 1954–1955: Haus Wünsche, Eichstätt

## Ausstellungen
- 1936: „Deutsche Wandmalerei der Gegenwart“. Städtische Ausstellungshalle Karlsruhe.
- 1943: „Junge Kunst im Deutschen Reich“ im Wiener Künstlerhaus.
- 1944: „Deutsche Künstler und die SS“ in Salzburg. Gezeigt: „Kämpfe von Dnepropetrowsk“.

## Ehrungen und Preise
- 1936: Albrecht-Dürer-Preis
- Figurenfeld ist Baudenkmal von Eichstätt[3]